# Luigi Barbiano di Belgioioso
Luigi Barbiano di Belgioioso (Milano, 29 agosto 1803 – Milano, 13 luglio 1885) è stato un politico italiano.

## Biografia
Luigi Barbiano di Belgioioso proveniva da una delle più antiche e nobili famiglie aristocratiche di Milano, in quanto era figlio del conte Francesco Barbiano di Belgioioso e della sua seconda moglie, la contessa Daria Opizzoni.
Entrato in politica, divenne consigliere comunale a Milano e fu Assessore comunale dal 1833 al 1853. Divenuto direttore dell'orfanotrofio femminile di Milano, si prodigò come membro della commissione centrale di beneficenza della Cassa di risparmio delle Province lombarde (1845-1851).
Nel 1859, dopo la Battaglia di Magenta e l'ingresso delle truppe franco-piemontesi in Milano, divenne podestà della città per decreto di Vittorio Emanuele II di Savoia e si preoccupò di dirigere le operazioni di annessione della città al Piemonte. Nel 1860 abbandonò il proprio incarico per dare spazio alle prime elezioni sabaude della città e venne insignito del titolo di Senatore.
Morì a Milano nel 1885.